# Куршумлу джамия
Куршумлу или Куршунлу джамия (на турски: Kurşunlu Camii) е мюсюлмански храм в Силистра, обявена за паметник на културата.
Наречена е по оловните листове, с които е покрит куполът ѝ. Джамията е смятана за третата по важност в Североизточна България, след шуменската Томбул джамия и разградската Ибрахим паша джамия.

## История
Смята се, че е построена в началото на 17 век от арбанашки (албански) майстори, но при ремонтни работи са открити по-стари основи, които датират сградата стотина години по-рано. Някои изследователи свързват архитектурата на Куршумлу джамия с школата на големия османски архитект мимар Синан. Сведения за джамията дава и пътеписецът Евлия Челеби по време на своята обиколка из тази част на Османската империя. Куршумлу джамия е била втората по важност в Силистра след Байрактар джамия. Тя е построената в началото на 18 век и е била сред най-големите джамии по българските земи, но е била разрушена е през 1940 година след силно земетресение.
През 2004 година стартира проект за възстановяването на Куршумлу джамия на стойност 102 хиляди долара. Една трета от тях са осигурени от фонда на посланиците към посолството на САЩ. Извършена е реставрация на фасадите и мазилката, стенописите и входната врата. Джамията отваря врати през 2006 година, но скоро след като в града е построена новата джамия, религиозният храм отново изпадна в забвение. Прозорците му са изпочупени, няма и помен от информационното табло, че е ремонтирана с американски пари. Поради некачествения ремонт през 2011 мазилката от минарето започва да пада.

## Архитектура
Куршумлу джамия е от така наречените „султански тип“. Молитвеният салон е покрит с масивно каменно кубе, което е „поставено“ върху квадратна основа и четири пандадива. Градежът е от дялани варовикови квадри и хоросанов разтвор. Кубето има двуслоен градеж от камък и тухли. Стенописната украса датира от периода 1730 – 1800 година и е изпълена изключително професионално. Съсредоточена е най-вече в богато изрисуваните стени, в тавана и в пода, покрит с килими. Украсата на вътрешните стени е от цветни камъни, както и зидарията на прозорците и вратите. Темите, избрани за украса на стените, са характерни флорални мотиви и представляват стилизирани рози, карамфили, лалета и др.